# Cratere Albategnius
"Unum quoque oblivioni minime tradam, quod non nisi aliqua cum admiratione adnotavi: medium quasi Lunae locum a cavitate quadam occupatum esse reliquis omnibus maiori, ac figura perfectae rotunditatis; [...] eundem, quo ad obumbrationem et illuminationem, facit aspectum, ac faceret in terris regio consimilis Bohemiae, si montibus altissimis, inque peripheriam perfecti circuli dispositis, occluderetur undique..." 
Galileo Galilei, Sidereus Nuncius
Albategnius è un cratere lunare di 130,84 km situato nella parte sud-orientale della faccia visibile della Luna.

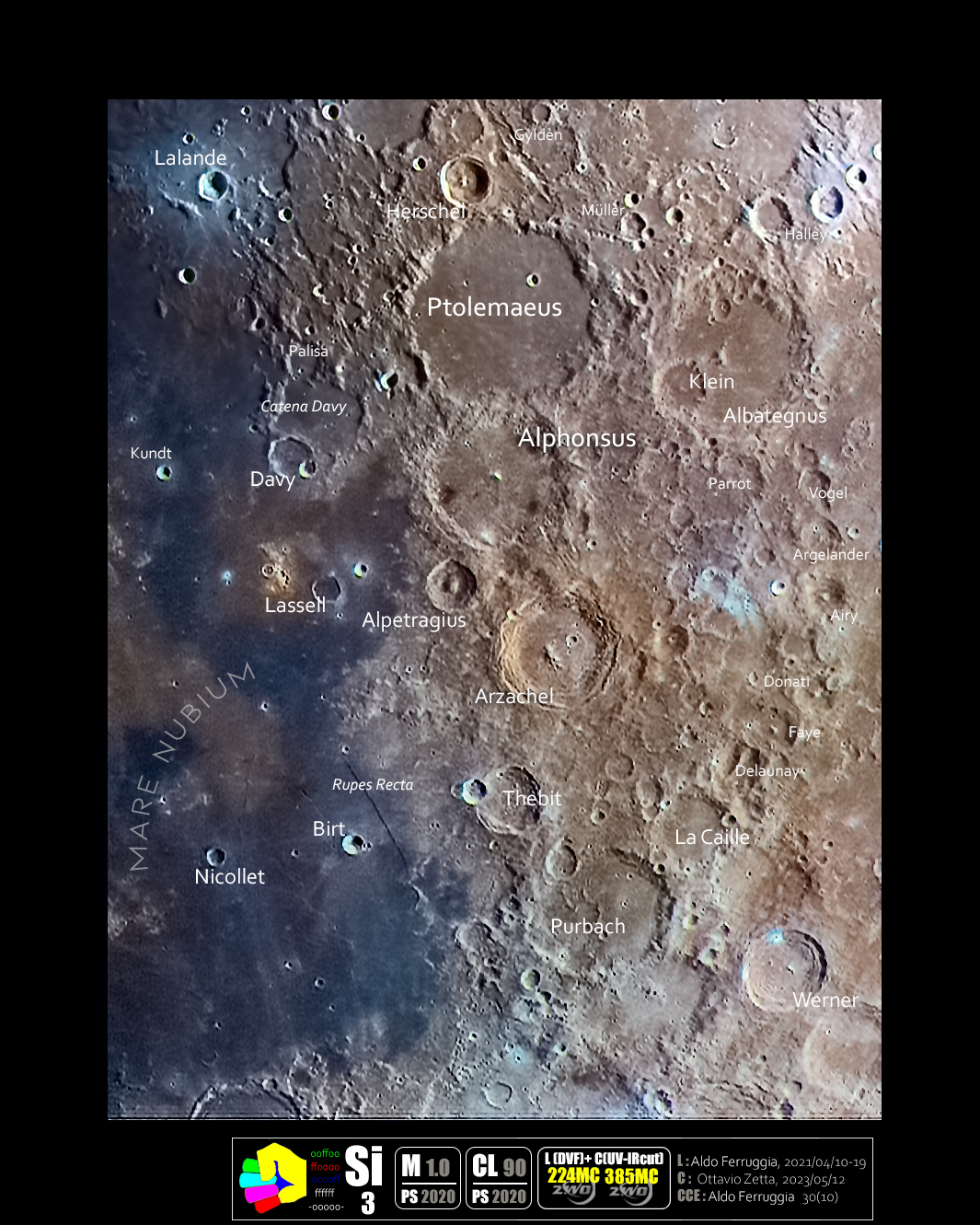
Il cratere con le strutture vicine in una Immagine Selenocromatica(Si)

Il cratere è dedicato all'astronomo arabo Muḥammad ibn Jābir al-Ḥarrānī al-Battānī, il cui nome era latinizzato in Albategnius, e fu così chiamato dagli astronomi gesuiti Riccioli e Grimaldi nel loro Almagestum Novum (1651). Si pensa che il cratere Albategnius sia quello notato e disegnato nei pressi del terminatore da Galileo Galilei, nel Sidereus Nuncius, "non senza una certa meraviglia".     

## Crateri correlati
Alcuni crateri minori situati in prossimità di Albategnius sono convenzionalmente identificati, sulle mappe lunari, attraverso una lettera associata al nome.
| Albategnius | Coordinate           | Diametro (in km) |
| ----------- | -------------------- | ---------------- |
| A           | 9°20′24″S 3°01′48″E  | 6,79             |
| B           | 10°04′12″S 4°01′48″E | 18,98            |
| C           | 10°19′48″S 3°42′36″E | 5,66             |
| D           | 11°21′36″S 7°08′24″E | 8,35             |
| E           | 12°57′00″S 6°22′48″E | 12,67            |
| G           | 9°27′36″S 1°53′24″E  | 13,79            |
| H           | 9°39′36″S 5°09′36″E  | 11,77            |
| J           | 11°08′24″S 6°11′24″E | 5,97             |
| K           | 9°54′S 2°00′E        | 10,31            |
| L           | 12°04′48″S 6°18′36″E | 7,45             |
| M           | 8°55′12″S 4°09′36″E  | 8,07             |
| N           | 9°53′24″S 4°32′24″E  | 8,61             |
| O           | 13°37′12″S 4°25′48″E | 4,54             |
| P           | 13°01′12″S 4°29′24″E | 4,01             |
| S           | 13°21′S 6°03′E       | 5,91             |
| T           | 12°39′36″S 6°03′36″E | 9,61             |